# Hangeomdo
Hangeomdo (oft bekannt als Hankumdo) ist eine koreanische Schwertkampfkunst, deren Grundtechniken auf dem koreanischen Alphabet Hangeul basieren.

## Geschichte
Diese Kampfkunst wurde durch Myung Jae-nam entwickelt. Er wollte eine Schwertkampfkunst schaffen, die für alle einfach zu erlernen ist. Für jeden, der bereits das koreanische Schriftsystem kennt, sind die Techniken einfach zu merken, da die Schwertbewegungen der Strichfolge der Schriftzeichen entsprechen. Für westliche Hangeomdo-Schüler ist es für gewöhnlich der erste Kontakt mit diesem Schriftsystem. Ihnen wird empfohlen, sich erst mit der Schrift zu beschäftigen. Ausländer können in sehr kurzer Zeit alle grundlegenden Zeichen des Hangeul erlernen, da es aus lediglich 24 einfach geformten Zeichen (bzw. Buchstaben) besteht. Ein Ziel Myung Jae-nams war es auch, ausländischen Studenten ein Werkzeug zum Erlernen der koreanischen Sprache zu geben. 
Hangeomdo wurde bei den Hapkido-Meisterschaften 1997 vorgestellt.

## Etymologie
Das Wort Hangeomdo besteht aus drei Wörtern bzw. Schriftzeichen:
- Han (한 / 韓): Die Koreanische Halbinsel (geographische Lage der heutigen beiden Koreas)
- Geom (검 / 劍): Schwert
- Do (도 / 道): Weg

Zusammengelesen: Der koreanische Weg, die Schwertkampfkunst (zu lernen) oder allgemein als die „koreanische Schwertkunst“ zu verstehen. Natürlich ist Hangeomdo nicht nur für Koreaner gedacht. Auch in anderen Ländern wird es geübt.

## Stil

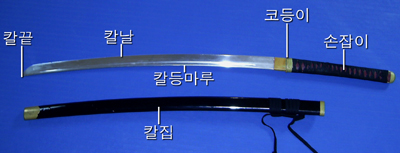
Schwert des Hangeomdo

Viele der koreanischen Kampfkünste standen während des 20. Jahrhunderts sehr unter japanischem Einfluss. Myung Jae-nam wollte eine wirklich koreanische Schwertkunst ohne ausländische Einflüsse schaffen. Japanische Schwertkunst entwickelte sich in der Edo-Zeit zu einer Mann-gegen-Mann-Technik, die stark vom Zen-Buddhismus bestimmt war. Koreanische Schwerttechniken blieben hingegen immer „schlachtfeldtauglich“. Das bedeutet nicht, dass die japanischen Techniken für das Schlachtfeld ungeeignet sind. Aber das Kämpfen in der Schlacht ist mehr durch fließende Bewegungen und stetiges Vorwärtsgehen bestimmt. Der Zweikampf ist mehr auf das Töten mit einem Schlag abgestimmt, in der Schlacht bleibt man immer in Bewegung.

## Techniken

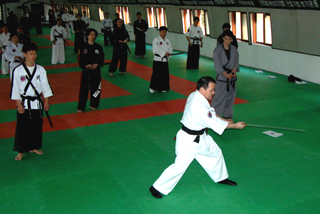
Technikdemonstration von Meister Ko Ju-Sik, 2007

Die Grundlage aller Techniken des Hangeomdo sind die Zeichen des koreanischen Alphabetes. Dies umfasst 24 Zeichen: 14 Konsonanten und 10 Vokale. Um diese Zeichen mit dem Schwert zu „schreiben“, braucht man nur wenige Grundtechniken:
1. Naeryeo Begi (내려베기) – vertikaler  Hieb
2. Bitgyeo Begi (빗겨베기) – diagonaler Hieb nach unten
3. Jjireugi (찌르기) – Stich
4. Makgi (막기) – hoher Block

Die Techniken haben dieselben Namen wie die Schriftzeichen. Begi bedeutet „Hieb“.
So ist der Name der ersten Technik Giyeok Begi, weil das erste Zeichen im koreanischen Alphabet Giyeok heißt.

## Entwicklung
Nach Myung Jae-nams Tod 1999 wurde die weitere Entwicklung des Hangeumdo von der Jaenam Musul Won Foundation durchgeführt. Ko Ju-sik ist der technische Direktor des Verbandes, der viele Änderungen und Ergänzungen vorgenommen hat. 